# Rondón (Boyacá)
Rondón es un municipio colombiano del departamento de Boyacá. Tiene una población estimada, a mediados de 2020, de 2.373 habitantes. Pertenece a la provincia de Lengupá.

## Toponimia
Rondón, en homenaje al coronel Juan José Rondón, militar destacado en la lucha por la Independencia de Colombia y Venezuela, especialmente en la Batalla del Pantano de Vargas.

## Historia
El primer nombre del caserío fue La Galera, constituyendo luego el municipio de San Rafael. Su población proviene de colonos que arribaron de municipios aledaños como Ramiriquí, Ciénega, Viracachá y Pesca. Fue reconocido como municipio mediante acto administrativo emitido por la Asamblea Departamental de Boyacá, el 30 de junio de 1904.
Mediante ordenanza N° 6 de 1936, la Asamblea cambia el nombre de San Rafael, por Rondón.

## Geografía
Rondón es conocido como la «ciudad de los canelos», debido a que en sus bosques de clima frío es común observar gran cantidad de esta clase de árboles frondosos, que en época de florescencia dan un aspecto exuberante al paisaje.

### División administrativa
El municipio de Rondón está conformado por doce veredas: Centro, Bolívar, Sucre, Nueva Granada, Junín, Junín Vasquez, San José, San Antonio, San Isidro, Nariño, Ricaurte y San Ignacio. Además cuenta con un centro poblado, Rancho Grande, en el kilómetro 56 vía Tunja - Miraflores. 

### Límites
Rondón está delimitado por los siguientes municipios:
| Noroeste: Viracachá | Norte: Siachoque | Nordeste: Pesca    |
| Oeste: Ciénega      |                  | Este: Pesca        |
| Suroeste: Zetaquira | Sur: Zetaquira   | Sureste: Zetaquira |

## Sitios de interés
Entre los sitios más representativos por su legado histórico, belleza arquitectónica y natural, se destacan los siguientes:
- Salto del Tequendamita: Se trata de una caída de agua de aproximadamente veinte metros de altura, que se ubica en el cauce de la quebrada La Potrerana. Este atractivo natural se halla a una distancia aproximada de 4 kilómetros del centro urbano, cerca a la vía que conduce a la vereda Junín.
- Alto del Tambor: Situado en la zona limítrofe del sur del municipio de Rondón y el municipio de Zetaquira. Se trata de una peña bastante elevada, en cuya cima se encuentra un monumento religioso, al que se desplazan los feligreses de ambas localidades para expresar sus creencias religiosas en un acto de promesa.
- Aguas termales: Consiste en un afluente hídrico que se encuentra en la parte baja de la vereda Junín, cerca a la vía que conduce a la vereda Granada.
- Alto de La Cruz: Es un sitio de romería religiosa que se encuentra ubicado en la parte alta de la vereda Bolívar, el cual se identifica a lo lejos por una gran cruz de cemento.
- Zoé Coffee, ruta cafetera: Ruta Cafetera del municipio por principales fincas productoras, donde se observa los procesos de obtención del producto bajo sistemas productivos agroforestales sostenibles.

## Ecología
Debido a la ubicación del departamento de Boyacá en la Región Andina y por sus características propias de topografía y altitud, presenta gran variedad climática, con variaciones marcadas en precipitación, temperaturas y vientos, lo cual de alguna manera se refleja en la flora presente en el lugar.

## Economía
La agricultura es la base de la economía municipal, con cultivos de caña de azúcar, café, plátano, naranja, yuca, arracacha, entre otros. La participación ganadera en la economía se implementa con la cría de varias razas de ganado bovino, principalmente normando, cebú, Simental en 2022 y criollo, así como de ganado porcino, de las razas landrace y pietrain.

## Alcaldes electos
- 1988-1990 Hernán Contreras Soler
- 1990-1992 Lucinio Álvarez

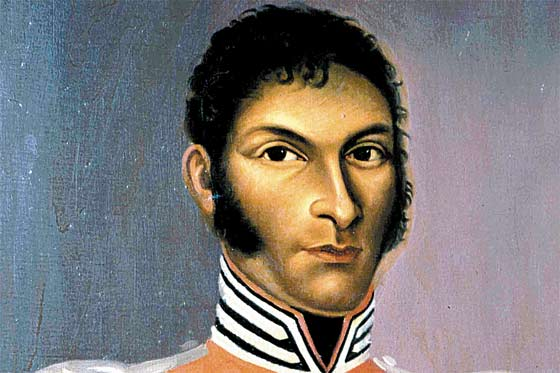
Retrato del coronel Juan José Rondón

- 1992-1994 Hernando Guerrero Vargas
- 1994-1997 María Inés López de Soler +
- 1997-1999 Santiago Vargas Parra
- 2000-2002 Edgar Fernando Vargas Martínez +
- 2002-2005 Siervo de Jesús Borda Rojas
- 2005-2007 Hernando Guerrero Vargas
- 2008-2011 Jaime Armando Gómez Buitrago
- 2012-2015 Sandro Rodolfo Borda Rojas
- 2016-2019 Roosevelt Alfonso Chávez Leguizamón
- 2020-2023 Sandro Rodolfo Borda Rojas
- 2024-2027 Santiago Alexander Vargas Daza

El censo electoral para las elecciones municipales del 25 de octubre del año 2015 fue de 2 276 electores.